# Bern von Baer
Bern von Baer (20 de março de 1911 - 27 de novembro de 1981) foi um oficial alemão que serviu durante a Segunda Guerra Mundial. Foi condecorado com a Cruz de Cavaleiro da Cruz de Ferro.

## Condecorações
| Cruz de Ferro (1939) 2ª Classe                                   | 21 de setembro de 1939  |
| Cruz de Ferro (1939) 1ª Classe                                   | 29 de maio de 1940      |
| Medalha da Frente Oriental                                       | 18 de agosto de 1942    |
| Cruz de Cavaleiro da Cruz de Ferro                               | 13 de janeiro de 1944   |
| Cruz de Cavaleiro da Cruz de Ferro com Folhas de Carvalho nº 761 | 28 de fevereiro de 1945 |
| Bundesverdienstkreuz                                             | 20 de março de 1968     |